# رودولفو توريس
رودولفو توريس (بالإسبانية: Rodolfo Torres Ruiz)‏ (5 مايو 1929 بمدينة مكسيكو في المكسيك - ) هو لاعب كرة قدم مكسيكي في مركز الدفاع. لعب مع ديبورتيفو مارتي ونادي بويبلا وأتلاتيكو إيرابواتو.

## وصلات خارجية
- رودولفو توريس على موقع قاعدة بيانات كرة القدم.إي يو (الإنجليزية)
- رودولفو توريس على موقع عالم كرة القدم.نت (الإنجليزية)